# Bletia candida
Bletia candida är en orkidéart som beskrevs av Friedrich Fritz Wilhelm Ludwig Kraenzlin. Bletia candida ingår i släktet Bletia och familjen orkidéer.
Artens utbredningsområde är Colombia. Inga underarter finns listade i Catalogue of Life.